# Chloroflexi (lớp)
Chloroflexi là một trong sáu lớp vi khuẩn trong ngành Chloroflexi, được gọi là vi khuẩn lục không lưu huỳnh dạng sợi. Chúng sản xuất năng lượng từ ánh sáng và được đặt tên theo sắc tố màu xanh lục của chúng, thường được tìm thấy trong các cơ quan quang hợp gọi là chlorosome.
Chloroflexi thường có dạng sợi và có thể di chuyển thông qua cái gọi là trượt vi khuẩn. Chúng là hiếu khí tùy ý, nhưng không sản xuất oxy trong quá trình sản xuất năng lượng từ ánh sáng, hoặc quang dưỡng. Ngoài ra Chloroflexi có một phương pháp quang dưỡng khác biệt so với vi khuẩn quang hợp thật sự.
Trong khi hầu hết các vi khuẩn, theo quan điểm về tính đa dạng, là hai lớp vỏ và nhuộm Gram âm ngoại trừ Firmicutes (Gram dương GC thấp), Actinobacteria (Gram dương GC cao) và Deinococcus-Thermus (Gram dương, nhưng hai lớp vỏ với peptidoglycan dày), thì các thành viên của ngành Chloroflexi là một lớp vỏ và nhuộm chủ yếu là Gram âm.

## Bộ gen học
Phân tích bộ gen học so sánh đã trau chuốt lại phân loại của lớp Chloroflexi, chia bộ Chloroflexales thành phân bộ Chloroflexineae bao gồm họ Oscillachloridaceae và họ Chloroflexaceae, và phân bộ Roseiflexineae chứa họ Roseiflexaceae. Phân loại sửa đổi lại dựa trên sự nhận dạng của một số các chèn xóa ký số bảo tồn (CSI) phục vụ như các dấu hiệu phân tử rất đáng tin cậy của tổ tiên chia sẻ. Các phân tích so sánh của bộ gen Chloroflexi đã xác định được 5 CSI trong các protein quan trọng khác nhau, như GroES và Tryptophan synthase, được chia sẻ duy nhất bởi tất cả các loài/chủng đã lập trình tự của lớp Chloroflexi, nhưng không tìm thấy ở bất kỳ loài/chủng vi khuẩn nào khác. 9 CSI khác đã được nhận dạng trong một số protein, bao gồm các protein quan trọng liên quan tới quang hợp như Magnesi chelatase, là đặc thù cho tất cả hay phần lớn các loài của bộ Chloroflexales. Trong Chloroflexales, 3 CSI đặc trưng cho Chloroflexaceae, 4 CSI đặc trưng cho Roseiflexaceae, và 7 CSI đặc trưng cho phân bộ Chloroflexineae, bao gồm Chloroflexaceae và Oscillochloridaceae cũng đã được nhận dạng trong các protein khác nhau. Hai trong các CSI tìm thấy duy nhất ở họ Chloroflexaceae, một đoạn chèn 4 aa trong protein pyruvate flavodoxin/ferredoxin oxidoreductaza (PFOR) và một đoạn chèn 2 aa trong protein magnesi-protoporphyrin IX monomethyl ester cyclase (ACSF), nằm trong các protein đóng vai trò quan trọng trong quá trình quang hợp và chỉ được tìm thấy ở các sinh vật quang hợp.

## Phân loại
Phân loại hiện tại được chấp nhận là như sau:
- Bộ Chloroflexales
  - Phân bộ Chloroflexineae
    - Họ Chloroflexaceae Trüper 1976 emend. Gupta et al. 2012
      - Chi Chloroflexus Pierson và Castenholz, 1974
        - C. aggregans Hanada et al. 1995
        - C. australiensis Pierson và Castenholz 1974

    - Họ Oscillochloridaceae Keppen 2000 emend. Gupta et al. 2012
      - Chi Oscillochloris Gorlenko và Korotkov 1989 emend. Keppen et al. 2000
        - O. chrysea Gorlenko và Pirovarova 1989
        - O. trichoides (ex Szafer) Gorlenko và Korotkov1989 emend. Keppen et al. 2000

      - Chi Chloronema Dubinina và Gorlenko 1975
        - Chloronema giganteum Dubinina và Gorlenko 1975

  - Phân bộ Roseiflexineae
    - Họ Roseiflexaceae Gupta et al. 2012
      - Chi Roseiflexus Hanada et al. 2002
        - Roseiflexus castenholzii Hanada et al. Năm 2002

      - Chi Heliothrix Pierson et al. 1986
        - Heliothrix oregonensis Pierson et al. 1986
- Bộ "Herpetosiphonales"
  - Họ "Herpetosiphonaceae"
    - Chi Herpetosiphon Holt và Lewin 1968
      - H. australiensis Holt và Lewin 1968
      - H. geysericola (Copeland 1936) Lewin 1970

Ngoài ra, còn có "Kouleothrix aurantiaca" và "Dehalobium chlorocoercia" nhưng vẫn chưa được mô tả đầy đủ.

## Từ nguyên
Tên gọi "Chloroflexi" là một danh cách tân Latin số nhiều giống đực của "Chloroflexus", là tên gọi của chi đầu tiên được mô tả. Danh từ này là sự kết hợp của tính từ trong tiếng Hy Lạp đực: chloros, cái: chlora, trung: chloron (χλωρός, χλωρά, χλωρόν) nghĩa là "màu vàng ánh lục" và phân từ hoàn thành thụ động giống đực trong tiếng Latin flexus (của flectō) nghĩa là "uốn" để nói tới "một vật màu xanh lá cây uốn cong". Vì thế cần lưu ý rằng từ nguyên này không phải là do clo, một nguyên tố (không khí axit muriatic mất phogiston) đã được Tôn ông Davy khẳng định như vậy vào năm 1810 và đặt tên theo màu xanh lá cây nhạt của nó.